# Bezirksvorsteher
Ein Bezirksvorsteher (auch Bezirksverordnetenvorsteher, Bezirksbeiratsvorsitzender, Bezirksbürgermeister) ist das Oberhaupt eines Stadtbezirkes in einer größeren Stadt und der Vorsitzende der Bezirksvertretung.

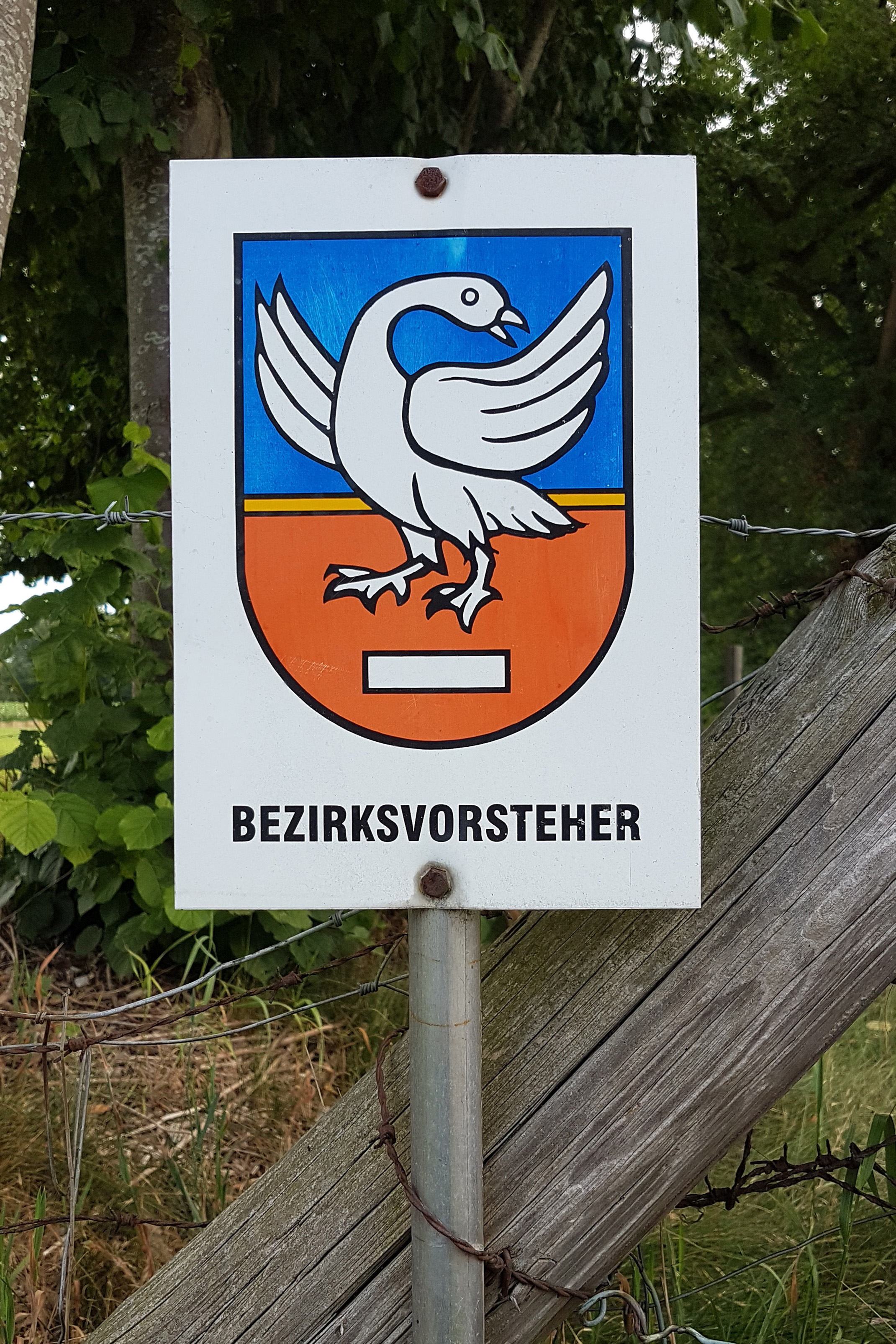
Schild in der Gemeinde Ganderkesee, Niedersachsen

## Deutschland
Durch die Preußische Städteordnung von 1808 wurde erstmals die Einsetzung von Bezirksvorstehern in größeren oder bevölkerungsreichen Städten ermöglicht. Heute lassen die Länder der Bundesrepublik Deutschland die Errichtung ähnlicher Organe (Bezirksverordnetenvorsteher, Bezirksbeiratsvorsitzender) in den Gemeinden zu. Die Bezirksvertretungen werden bei den Kommunalwahlen neben dem Stadtrat der jeweiligen Großstadt gewählt. Die Mitglieder der Bezirksvertretung wählen den Bezirksvorsteher aus ihren Reihen. 
In kleineren Gemeinden werden Bezirksvorsteher von den Einwohnern in den Bauerschaften gewählt und von den Gemeinden in ein Ehrenbeamtenverhältnis berufen. Sie sind zuständig für sämtliche Belange in den Bauerschaften der Gemeinde. Bezirksvorsteher sind Ansprechpartner für die Bürger und Kontaktperson zwischen Bürger und Verwaltung. 

### In einzelnen Ländern
In Baden-Württemberg gibt es sowohl ehrenamtliche wie hauptamtliche Bezirksvorsteher; letztere werden vom gesamten Gemeinderat gewählt. In der Landeshauptstadt Stuttgart gibt es beispielsweise in den fünf Innenstadtbezirken ehrenamtliche Bezirksvorsteher, denn dort gibt es keine eigenen örtlichen Verwaltungen. In den 17 äußeren Stadtbezirken werden hauptamtliche Bezirksvorsteher gewählt; sie führen den Vorsitz in den Bezirksbeiräten und leiten ihre örtliche Verwaltung als Amtsleiter.
In Hamburg wird eine ähnliche Position Bezirksamtsleiter genannt.

## Österreich
In Österreich bestehen Bezirksvorsteher nur in den beiden größten Städten Wien und Graz.

### Wahlvorschlag
In Wien erhält dabei die stimmenstärkste Partei der Bezirksvertretungswahlen automatisch das Recht den Bezirksvorsteher zu stellen. Nicht notwendigerweise wird dabei eine Bezirksparteichefin auch zur Bezirksvorsteherin gewählt.
Weiters stellt die stärkste Partei den 1. Bezirksvorsteher-Stellvertreter, während der 2. Bezirksvorsteher-Stellvertreter an die zweitstärkste Partei geht. Gemeinsam bilden diese drei die Bezirksvorstehung.
Dem Bezirksvorsteher ist die Bezirksvertretung beigeordnet. Während die Bezirksvorsteher-Stellvertreter der Bezirksvertretung angehören müssen, ist das dem Bezirksvorsteher nicht vorgeschrieben. Üblicherweise sind die Bezirksvorsteher bzw. deren 1. Stellvertreter auch Vorsitzende der jeweiligen Bezirksvertretung, selten sind diese Funktionen getrennt, zum Beispiel im Wiener Bezirk Josefstadt.

### Kompetenzen
Den Bezirksvorstehern und den gewählten Bezirksvertretungen obliegt in Wien unter anderem das Pflichtschulwesen, Ortsverschönerung und Straßen. Kompetenzen und Budget werden von der Stadt zugewiesen. Der Bezirksvorsteher untersteht formal dem Bürgermeister. Die offiziellen Aufgaben eines Bezirksvorstehers in Wien sind in der Stadtverfassung zumeist mit „Mitwirkung“ bei den verschiedensten Angelegenheiten definiert: Dazu gehört unter anderem die Mitwirkung bei Maßnahmen zur Verbesserung der Umwelt, die Hilfestellung und Beratung des Bürgermeisters beim Katastropheneinsatz, der Vollziehung der Bauordnung, die Koordination von Maßnahmen im Straßenraum, die Anschaffung von Musikinstrumenten für Musikschulen bis hin zu Vorschlägen für die Führung der Pensionistenklubs und Seniorentreffs. Jeder Bürger hat das Recht, sich in Angelegenheiten, die den Bezirk betreffen, an den Bezirksvorsteher zu wenden. Dieser muss auch regelmäßig Sprechstunden abhalten und die Bezirksvertretung über an ihn herangetragene Wünsche und Anregungen der Bürger informieren. Der Bezirksvorsteher kann auch Bürgerversammlungen einberufen und muss diese leiten.